# Пипер, Карл Фредрик
Граф Карл Фредрик Пипер (швед. Carl Fredrik Piper; 1700, Стокгольм — 1770, Крагехольм) — шведский политик, член Шведской королевской академии наук.

## Биография
Родился в семье известного шведского государственного деятеля Карла Пипера и Кристины Тёрнфлюкт. 
В 1710 году поступил в Упсальский университет, где получил блестящее образование под руководством профессора Ю. Стёкиуса. В качестве посольского дворянина участвовал в посольстве Йосиаса Цедеръельма в Россию и вместе с ним в течение года оставался в Петербурге.
В тридцать лет Пипер стал камер-советником, в 1742 году был назначен гоф-канцлером, а в 1747—1756 годах занимал пост президента Каммер-коллегии. В 1748 году избран членом Шведской королевской академии наук. На всех риксдагах в 1731—1751 годах входил в состав Секретного комитета. 
По своим политическим взглядам относился к умеренным сторонникам партии «колпаков».
В 1756 году Пипер вышел в отставку и удалился в свои имения в Сконе, где и провёл последние четырнадцать лет своей жизни.
С 1731 года был женат на дочери фельдмаршала Карла Густава Мёрнера Ульрике Кристине.